# Gaëtan Laborde
Gaëtan Laborde (Mont-de-Marsan, 3 maggio 1994) è un calciatore francese, attaccante dell'Al-Diriyah.

## Carriera

### Club

#### Bordeaux e vari prestiti
Entrato a far parte del settore giovanile del Bordeaux a 14 anni, nel 2013 realizza la rete decisiva nella finale della Coppa Gambardella. Il 16 agosto dello stesso anno è ceduto in prestito al Red Star per farsi le ossa nello Championnat National. Rientrato a Bordeaux, firma il suo primo contratto professionale prima di essere ceduto nuovamente in prestito, stavolta in Ligue 2 al Brest.
Gioca la prima metà della stagione 2015-2016 al Bordeaux. Realizza il suo primo gol con i girondini il 10 dicembre 2015 nell'ultima partita della fase a gironi di Europa League contro il Rubin Kazan. L'8 gennaio 2016 è ceduto in prestito semestrale al Clermont Foot. Contribuisce alla salvezza della squadra di Corinne Diacre mettendo a segno otto gol. Dalla stagione 2016-2017 entra a pieno titolo nella prima squadra del Bordeaux. Dopo 2 anni al Bordeaux, si trasferisce definitivamente al Montpellier dove resta ben 3 anni con un totale all'attivo di 36 goal. A gennaio nella stagione 2021-2022 si trasferisce a titolo definitivo al Rennes dove resta per 1 anno e mezzo, giocando ben 106 partite con 36 goal totali tra campionato e coppe europee. Nella metà del 2022-2023 si trasferisce ulteriormente a titolo definitivo al Nizza.

### Nazionale
Ha giocato nelle nazionali giovanili francesi Under-19 ed Under-20.

## Statistiche

### Presenze e reti nei club
Statistiche aggiornate al 21 luglio 2025
| Stagione           | Squadra            | Campionato         | Campionato | Campionato | Coppe nazionali | Coppe nazionali | Coppe nazionali | Coppe continentali | Coppe continentali | Coppe continentali | Altre coppe | Altre coppe | Altre coppe | Totale | Totale |
| Stagione           | Squadra            | Comp               | Pres       | Reti       | Comp            | Pres            | Reti            | Comp               | Pres               | Reti               | Como        | Prem        | Reti        | Pres   | Reti   |
| ------------------ | ------------------ | ------------------ | ---------- | ---------- | --------------- | --------------- | --------------- | ------------------ | ------------------ | ------------------ | ----------- | ----------- | ----------- | ------ | ------ |
| 2013-2014          | Red Star           | CN                 | 24         | 14         | CF              | 2               | 0               |                    | -                  | -                  |             | -           | -           | 26     | 14     |
| 2014-2015          | Brest              | L2                 | 26         | 2          | CF+CdL          | 4+1             | 2+0             |                    | -                  | -                  |             | -           | -           | 31     | 4      |
| 2015-gen. 2016     | Bordeaux           | L1                 | 1          | 0          | CF+CdL          | 0+1             | 0               | UEL                | 1                  | 1                  |             | -           | -           | 3      | 1      |
| gen.-giu. 2016     | Clermont Foot      | L2                 | 18         | 8          | CF+CdL          | -               | -               |                    | -                  | -                  |             | -           | -           | 18     | 8      |
| 2016-2017          | Bordeaux           | L1                 | 36         | 6          | CF+CdL          | 4+2             | 3+4             |                    | -                  | -                  |             | -           | -           | 42     | 13     |
| 2017-2018          | Bordeaux           | L1                 | 20         | 3          | CF+CdL          | 0               | 0               | UEL                | 2                  | 0                  |             | -           | -           | 22     | 3      |
| ago. 2018          | Bordeaux           | L1                 | 1          | 0          | -               | -               | -               | UEL                | 3                  | 0                  |             | -           | -           | 4      | 0      |
| Totale Bordeaux    | Totale Bordeaux    | Totale Bordeaux    | 58         | 9          |                 | 7               | 7               |                    | 6                  | 1                  |             | -           | -           | 71     | 17     |
| set. 2018-2019     | Montpellier        | L1                 | 36         | 11         | CdF+CdL         | 1+1             | 0               | -                  | -                  | -                  | -           | -           | -           | 38     | 11     |
| 2019-2020          | Montpellier        | L1                 | 28         | 6          | CdF+CdL         | 3+2             | 1+0             | -                  | -                  | -                  | -           | -           | -           | 33     | 7      |
| 2020-2021          | Montpellier        | L1                 | 38         | 16         | CF              | 5               | 2               | -                  | -                  | -                  | -           | -           | -           | 43     | 18     |
| ago. 2021          | Montpellier        | L1                 | 4          | 3          | CF              | 0               | 0               | -                  | -                  | -                  | -           | -           | -           | 4      | 3      |
| Totale Montpellier | Totale Montpellier | Totale Montpellier | 106        | 36         |                 | 12              | 3               |                    | -                  | -                  |             | -           | -           | 118    | 39     |
| 2021-2022          | Rennes             | L1                 | 34         | 12         | CF              | 2               | 0               | UECL               | 7                  | 5                  | -           | -           | -           | 43     | 17     |
| ago. 2022          | Rennes             | L1                 | 4          | 2          | CF              | 0               | 0               | -                  | -                  | -                  | -           | -           | -           | 4      | 2      |
| Totale Rennes      | Totale Rennes      | Totale Rennes      | 38         | 14         |                 | 2               | 0               |                    | 7                  | 5                  |             | -           | -           | 47     | 19     |
| ago. 2022-2023     | Nizza              | L1                 | 33         | 13         | CF              | 1               | 0               | UECL               | 10                 | 3                  | -           | -           | -           | 44     | 16     |
| 2023-2024          | Nizza              | L1                 | 34         | 5          | CF              | 4               | 1               | -                  | -                  | -                  | -           | -           | -           | 38     | 6      |
| 2024-2025          | Nizza              | L1                 | 28         | 11         | CF              | 3               | 0               | UEL                | 5                  | 0                  |             | -           | -           | 36     | 11     |
| Totale Nizza       | Totale Nizza       | Totale Nizza       | 95         | 29         |                 | 8               | 1               |                    | 15                 | 3                  |             | -           | -           | 118    | 33     |
| Totale carriera    | Totale carriera    | Totale carriera    | 365        | 112        |                 | 36              | 13              |                    | 28                 | 9                  |             | -           | -           | 429    | 134    |

## Palmarès

### Individuale
- Capocannoniere della Coupe de la Ligue: 1

2016-2017 (4 reti)